# (7863) Turnbull
(7863) Turnbull (1981 VK) – planetoida z pasa głównego asteroid okrążająca Słońce w ciągu 5 lat i 194 dni w średniej odległości 3,13 j.a. Została odkryta 2 listopada 1981 roku w Lowell Observatory (Anderson Mesa Station) przez Briana Skiffa. Nazwa planetoidy pochodzi od Margaret Turnbull, amerykańskiej astronom.